# Cylindrothorax balteatus
Cylindrothorax balteatus is een keversoort uit de familie boktorren (Cerambycidae). De wetenschappelijke naam van de soort is voor het eerst geldig gepubliceerd in 1903 door Heath.